# Kính thiên văn Samuel Oschin
Kính thiên văn Samuel Oschin, còn được gọi là Oschin Schmidt, là một kính thiên văn Schmidt kích cỡ 48 inch (1,22 m)  tại Đài thiên văn Palomar ở phía bắc Hạt San Diego, California.  Nó bao gồm một tấm chỉnh sửa Schmidt 49,75 inch và gương 72 inch (f / 2.5).  Thiết bị là một máy ảnh; không có chỗ cho một thị kính để nhìn qua nó.  Ban đầu nó sử dụng các tấm ảnh chụp bằng kính 10 và 14 inch.  Vì mặt phẳng tiêu cự bị cong, các tấm này phải được tạo hình sẵn trong khuôn đặc biệt trước khi được nạp vào máy ảnh.
Việc xây dựng kính thiên văn Schmidt bắt đầu vào năm 1939 và nó được hoàn thành vào năm 1948.  Nó được đặt tên là kính viễn vọng Samuel Oschin vào năm 1986.  Trước đó, nó chỉ được gọi là Schmidt 48 inch.
Vào giữa những năm 1980, tấm chỉnh lưu được thay thế bằng kính có quang sai ít màu hơn, tạo ra hình ảnh chất lượng trên phổ rộng hơn.
Giữa năm 2000 và 2001, nó đã được chuyển đổi để sử dụng một hình ảnh CCD.  Tấm chỉnh sửa gần đây đã được thay thế bằng kính trong suốt với phạm vi bước sóng rộng hơn.  Kính thiên văn ban đầu được dẫn hướng bằng tay thông qua một trong hai 10 inch (0,25 m) khúc xạ kính thiên văn gắn ở hai bên.  Máy ảnh bây giờ hoàn toàn tự động và điều khiển từ xa.  Dữ liệu thu thập được truyền qua Mạng Giáo dục và Nghiên cứu Không dây Hiệu suất Cao (High Performance Wireless Research and Education Network - HPWREN).  Nó được lập trình và vận hành chủ yếu từ Pasadena, California, không có nhà điều hành tại chỗ (ngoại trừ để mở và đóng vòm).

## Camera CCD
Máy ảnh CCD đầu tiên được cài đặt là máy ảnh Theo dõi tiểu hành tinh gần Trái đất (NEAT), có ba cảm biến 4k × 4k riêng biệt được bố trí theo đường bắc-nam với khoảng cách đáng kể (1 °) giữa chúng.  Tổng trường nhìn là 3,75 độ vuông.
Từ năm 20032002007, nó là nơi đặt của máy ảnh Đội khảo sát xích đạo Quasar.  Chúng bao gồm 112 CCD, mỗi 2400 × 600 pixel (161 megapixel), được sắp xếp thành bốn cột 28 (có khoảng trống giữa), là hỗn hợp tấm CCD lớn nhất được sử dụng trong máy ảnh thiên văn vào thời điểm đó.
Máy ảnh tiếp theo được cài đặt (vào năm 2009) là một bức tranh khảm 12.288 x 8.192 pixel (100 megapixel) ban đầu được chế tạo cho Kính viễn vọng Canada France–Hawaii.  Nó có tầm nhìn là 7,8 độ vuông và được sử dụng cho Palomar Transient Factory.
Năm 2017, kính viễn vọng đã trở thành máy chủ của Zwicky Transient Facility.  Không giống như những thiết bị tiền nhiệm của nó, nó được thiết kế tùy chỉnh cho kính viễn vọng Oschin và trường quan sát rộng của nó, sử dụng mảng CCD 16 × 6144 × 6160 (606 megapixel) với góc nhìn 47 độ vuông.